# Paweł Weszpiński
Paweł E. Weszpiński (ur. 1971 w Warszawie) – polski geograf, kartograf, historyk kartografii, varsavianista, specjalista w zakresie toponimii Warszawy, harcmistrz i historyk harcerstwa.

## Życiorys
Absolwent Wydziału Geografii i Studiów Regionalnych Uniwersytetu Warszawskiego. Uzyskał stopień doktora nauk o Ziemi w zakresie geografii na podstawie rozprawy pt. Dzieje i analiza dawnych planów Warszawy, napisanej pod kierunkiem prof. Jacka Pasławskiego.
W latach 1996–2013 pracował w Archiwum Państwowym m.st. Warszawy (w Oddziale Kartografii, a następnie po reorganizacji – w Oddziale Opracowania Zasobu). Od 2013 kustosz w Dziale Opracowania Zbiorów Muzeum Warszawy, kurator Gabinetu Planów i Map Warszawy w tym muzeum. 
W wyborach samorządowych w 1998 bezskutecznie kandydował do Rady Warszawy z listy Unii Wolności. W wyborach w 2002 bez powodzenia ubiegał się o mandat radnego warszawskiej dzielnicy Żoliborz z listy komitetu Unia dla Warszawy. Od 2007 członek Zespołu Nazewnictwa Miejskiego – eksperckiego grona doradczego, powołanego przez Prezydenta m.st. Warszawy, zajmującego się opiniowaniem wniosków i propozycji dotyczących nazewnictwa na obszarze miasta. Od 2019 przewodniczący Zespołu.
Od 2010 jest członkiem Zespołu Historii Kartografii przy Instytucie Historii Nauki Polskiej Akademii Nauk. Był organizatorem ogólnopolskich konferencji historyków kartografii. Członek Zarządu Towarzystwa Lindleyowskiego „Societas Lindleiana”, członek Oddziału Kartograficznego Polskiego Towarzystwa Geograficznego.
Popularyzator wiedzy o dawnej kartografii Warszawy, autor wykładów, inicjator i współtwórca wystaw zbiorów kartograficznych i ikonograficznych (m.in. na corocznych Piknikach Naukowych). Autor licznych publikacji o dawnych planach i mapach miasta, współautor serii „Plany Warszawy” opisującej opracowania kartograficzne ze zbiorów Muzeum Warszawy oraz map z dziejów miasta (m.in. opracowań kartograficznych dotyczących przemieszczania się nazw miejscowych, warunków życia w getcie warszawskim). 
Instruktor harcerski w stopniu harcmistrza, członek Związku Harcerstwa Polskiego od 1980 – był drużynowym, przewodniczącym kręgu akademickiego, namiestnikiem wędrownicznym hufca i członkiem komendy Chorągwi Stołecznej ZHP, współorganizatorem kursów instruktorskich, twórcą i organizatorem 9 edycji Ogólnopolskiego Przeglądu Piosenki „Bumerang”. W 1995–1999 komendant Hufca Warszawa-Żoliborz, obecnie przewodniczący sądu harcerskiego hufca i wiceprzewodniczący hufcowej komisji stopni instruktorskich, od 2006 członek sądu harcerskiego chorągwi. Autor artykułów w miesięczniku ZHP „Czuwaj”, odznaczony Medalem Pamiątkowym XXV-lecia tego czasopisma. Członek zespołu Działu Naukowo-Badawczego Muzeum Harcerstwa w Warszawie, redaktor naczelny Rocznika Naukowego „Harcerstwo”.

## Odznaczenia
Odznaczony Brązowym Medalem „Zasłużony Kulturze Polskiej Gloria Artis”.